# RPK-74
RPK-74 (ryska: Ручной Пулемет Калашникова образца 1974 года, РПК-74) är ett kulsprutegevär, som ersatte RPK i Sovjetunionens väpnade styrkor. Den liknar AK-74 i konstruktionen, men har en del skillnader som till exempel en längre pipa.